# 让·穆兰

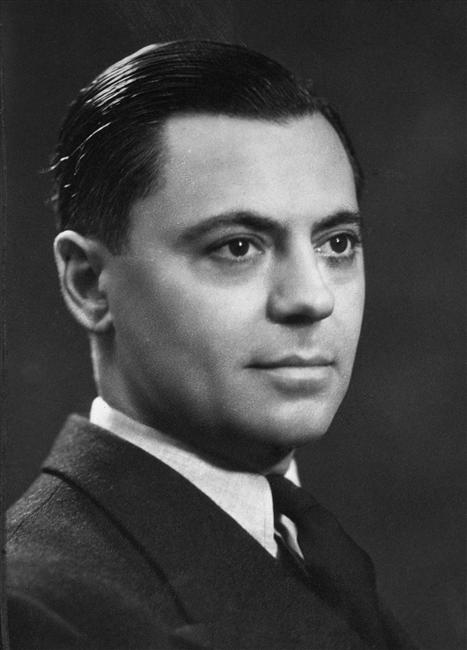
让·穆兰

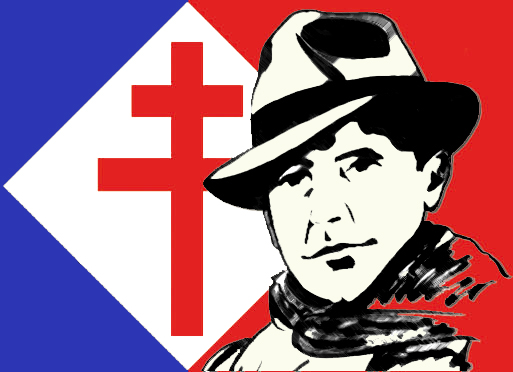
讓·穆蘭畫像和其典型的帽子和圍巾形象。 背景為洛林十字架

让·穆兰（法語：Jean Moulin，法語發音：[ʒɑ̃ mulɛ̃]；1899年6月20日—1943年7月8日）第二次世界大战期间，法国抵抗运动成员，高级官员，全国抵抗运动委员会领导人，将法国抵抗运动统一在戴高乐之下。1943年6月与其他抵抗运动领导人在里昂遭盖世太保逮捕，后被盖世太保克劳斯·巴比拷打死亡。